# 剣道まっしぐら!
『剣道まっしぐら! - Enjoy Kendo seriously-』（けんどうまっしぐら!）は、2020年8月29日からYouTubeで配信されている剣道を題材としたスポーツバラエティ番組である。

## 概要
剣道六段を有するお笑いタレント・渡辺正行が剣道の魅力を身をもって伝え、競技人口の増加を目指すスポーツバラエティ番組である。芸能界の剣道経験者たちを集め、全国強豪チームの練習に参加したり、昇段に向けて高段者の先生から指導を受けたりと、本格的に剣道上達の極意を学んでいく。剣道の普及を通して礼節や潔さの大切さを伝えることも目的としている。
番組の開始に際し、渡辺は「剣道をずっと続けている剣道家はもちろん、一度やめてしまった人、子供が剣道を始めたという親御さん、完全なる未経験者まで、あらゆる人に剣道に触れてもらうきっかけになったら。番組を見て、剣道を久しぶりにやってみよう! という人がいたらうれしいですね」とのコメントを発表した。

## 出演者

### 芸能人剣道部
- 渡辺正行
- まんざらでもねぇ（鈴木涼平・鈴木将平）
- 天野浩成
- 佐藤あかり